# Droska

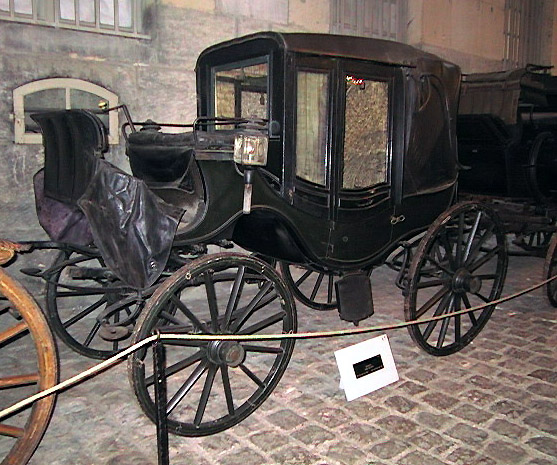
Droskorna var de elegantaste av de allmänna vagnarna och användes ofta som hästtaxi. Denna typ kallas fiaker.

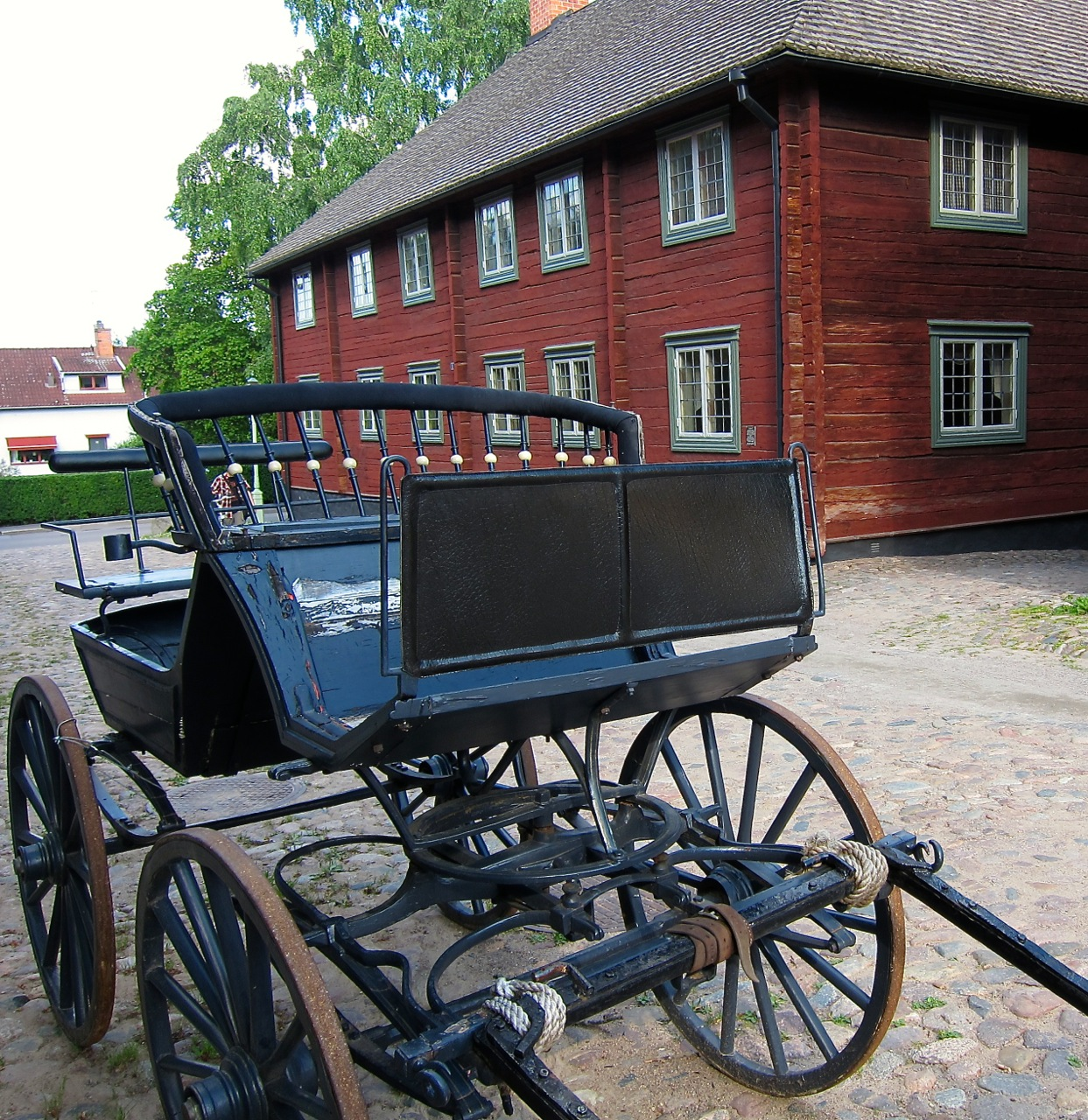
Allmogedroska.

En droska är en elegant, fyrhjulig hästvagn som främst användes under 1800-talet när nästan all transport skedde med häst och vagn. Droskan var en elegant och ganska vanlig större åkvagn och många av dessa användes som taxi.
Droska kan även betyda taxi. Förr kallades även taxibilar för droskor, eller droskbilar, något som kom av de hästdragna droskorna under 1800-talet. 
Namnet droska härstammar från ryskans drozjkij som betyder "hyrd skjuts" och även syftar till en typ av vagn som var två- eller fyrhjulig och var väldigt vanlig i Ryssland. Namnet kom till Sverige genom tyskan (Pferdedroschke) som betyder "hästdraget fordon". 
Droskan var en medelstor, lågställd vagn, den största av de så kallade åkvagnarna. Kusken satt längst fram på kuskbocken som satt mycket högre än passagerarsätet. Många droskor hade även sufflett som kunde fällas över passagerarna vid regn eller hård blåst. En del droskor var även stängda för att förhindra insyn. 
Droskan var en elegant vagn där själva vagnkroppen var upphängd i läderremmar för att mildra stötarna från ett ojämnt underlag. Droskan drogs alltid av en eller två hästar, ofta högklassiga och stolta körhästar och gjorde ett elegant intryck på storstädernas gator och torg. 
Idag används droskor främst inom nöjeskörning, vid speciella evenemang och i tävlingssammanhang på körtävlingar då hästdragna vagnar blev mycket ovanliga efter andra världskriget när hästen ersattes av bilar, bussar och mekaniska maskiner. 